# L'Apôtre du désert
Pour plus de détails, voir Fiche technique et Distribution.
L'Apôtre du désert (Abuna Messias) est un film de propagande italien réalisé par Goffredo Alessandrini, sorti en 1939.

## Synopsis
Ce film exalte l'œuvre d'un missionnaire italien dans l'Éthiopie d'avant la conquête italienne.

## Fiche technique
- Titre original : Abuna Messias
- Titre français : L'Apôtre du désert
- Réalisateur : Goffredo Alessandrini
- Scénario : Luigi Bernardi
- Adaptation : Vittorio Cottafavi
- Photographie : Renato Del Frate et Aldo Tonti
- Production :
- Durée : 96 min.
- Date de sortie :
  - Royaume d'Italie : 31 août 1939

## Distribution
- Camillo Pilotto
- Enrico Glori
- Mario Ferrari
- Enzo Turco